# Lophotis
Lophotis é um gênero de aves da família Otididae, que incluí as seguintes espécies:
- Lophotis savilei
- Lophotis gindiana
- Abetarda-de-poupa, Lophotis ruficrista